# Loma Plata
Lona Plata este un oraș din departamentul Boquerón, Paraguay.